# LMG-880
LMG-880 é uma rodovia estadual brasileira que começa no município de Poços de Caldas, em Minas Gerais, e percorre 90 km até a BR-491, em Alfenas. Também atende os municípios de Divisa Nova e Botelhos passando pelos seus distritos São Gonçalo de Botelhos  e Palmeiral.
A pavimentação da rodovia foi concluída no fim de 2010, tendo como características a considerável presença de curvas sinuosas, ao longo de sua extensão há uma grande presença de lavouras de café. A rodovia conta com uma grande ponte sobre o Rio Cabo Verde. 